# Галатро
Галатро, Ґалатро (італ. Galatro, сиц. Galatru) — муніципалітет в Італії, у регіоні Калабрія,  метрополійне місто Реджо-Калабрія‎.
Галатро розташоване на відстані близько 490 км на південний схід від Рима, 65 км на південний захід від Катандзаро, 60 км на північний схід від Реджо-Калабрії.
Населення — 1731 особа (2014).
Щорічний фестиваль відбувається 6 грудня. Покровитель — святий Миколай.

## Демографія
Населення за роками:

Станом на 1 січня 2023 року в муніципалітеті офіційно проживали 34 іноземці з 6 країн, серед них 29 громадян країн Євросоюзу та 3 громадяни України.

## Сусідні муніципалітети
- Фабриція
- Феролето-делла-К'єза
- Джиффоне
- Гроттерія
- Лауреана-ді-Боррелло
- Маммола
- Маропаті
- Сан-П'єтро-ді-Карида